# Axiologi
Axiologi (av grekiska axia αξια, värde) är läran om, eller studiet av, värde eller kvalitet. Läran inbegriper såväl etik som estetik. Det ska inte blandas ihop med värdeteori eller metaetik.